# Playing the Angel
Playing the Angel este al 11-lea album de studio al trupei Depeche Mode.

## Ediții și conținut

### Ediții originale
Ediție comercială în Marea Britanie
- cat.# CD STUMM 260 (album pe CD, lansat de Mute)

Ediție comercială în SUA
- cat.# 2-49348 (album pe CD, lansat de Reprise)

1. "A Pain That I'm Used To" – 4:11
2. "John the Revelator" – 3:42
3. "Suffer Well" – 3:49 (Dave Gahan, Christian Eigner, Andrew Phillpott)
4. "The Sinner in Me" – 4:56
5. "Precious" – 4:10
6. "Macro" – 4:03
7. "I Want It All" – 6:09 (Dave Gahan, Christian Eigner, Andrew Phillpott)
8. "Nothing's Impossible" – 4:21 (Dave Gahan, Christian Eigner, Andrew Phillpott)
9. "Introspectre" – 1:42
10. "Damaged People" – 3:29
11. "Lilian" – 4:49
12. "The Darkest Star" – 6:55

Toate piesele au fost compuse de Martin L. Gore, cu excepția celor în care au fost menționați alți autori.

### Ediția pe dublu vinil (2x12")
Ediție comercială în Marea Britanie
- cat.# STUMM 260 (album pe două discuri de vinil de 12", lansat de Mute)

disc 1:  	 
1. "A Pain That I'm Used To" – 4:11
2. "John the Revelator" – 3:42
3. "Suffer Well" – 3:49 (David Gahan, Christian Eigner, Andrew Phillpott)
4. "The Sinner in Me" – 4:56
5. "Precious" – 4:10
6. "Macro" – 4:03

disc 2: 	 
1. "I Want It All" – 6:09 (Dave Gahan, Christian Eigner, Andrew Phillpott)
2. "Nothing's Impossible" – 4:21 (Dave Gahan, Christian Eigner, Andrew Phillpott)
3. "Introspectre" – 1:42
4. "Damaged People" – 3:29
5. "Lilian" – 4:49
6. "The Darkest Star" – 6:55

Toate piesele au fost compuse de Martin L. Gore, cu excepția celor în care au fost menționați alți autori.

### Ediția japoneză
În Japonia, albumul a fost lansat pe un enhanced CD pe care se mai aflau încă două piese: "Free" (piesa b-side a single-ului "Precious") și videoclipul piesei "Precious". Pentru ca albumul să fie complet, CD-ul trebuie să conțină și un obi (ca orice ediție japoneză).
Ediție comercială din Japonia
- TOCP-66471 (album pe enhanced CD, lansat de Toshiba - EMI)

1. "A Pain That I'm Used To" – 4:11
2. "John the Revelator" – 3:42
3. "Suffer Well" – 3:49 (David Gahan, Christian Eigner, Andrew Phillpott)
4. "The Sinner in Me" – 4:56
5. "Precious" – 4:10
6. "Macro" – 4:03
7. "I Want It All" – 6:09 (David Gahan, Christian Eigner, Andrew Phillpott)
8. "Nothing's Impossible" – 4:21 (David Gahan, Christian Eigner, Andrew Phillpott)
9. "Introspectre" – 1:42
10. "Damaged People" – 3:29
11. "Lilian" – 4:49
12. "The Darkest Star" – 6:55
13. "Free" - 5:10
14. "Precious" (video)– 4:00

Toate piesele au fost compuse de Martin L. Gore, cu excepția celor în care au fost menționați alți autori.

### Ediții limitate cu un DVD bonus (SACD/CD+DVD)
Ediția limitată a fost lansată doar în Marea Britanie și SUA (nu și în Japonia) și include albumul în format normal și un DVD ca bonus. În Marea Britanie piesele de pe CD se află pe SACD, în timp ce în SUA se află pe CD. DVD-ul conține piesele de pe CD-ul original, numai că în format 5.1, un documentar, două videoclipuri ("Precious" și "Clean" - bare version) și o galerie foto. DVD-ul nu poate fi achiziționat separat, ci numai împreună cu SACD/CD-ul, sub forma acestei ediții limitate.
Ediție comercială în Marea Britanie
- cat.# LCD STUMM 260 (album pe SACD+DVD, lansat de Mute)

Ediție comercială în SUA
- cat.# 2-49456 (album pe CD+DVD, lansat de Reprise)

SACD/CD: 	 
1. "A Pain That I'm Used To" – 4:11
2. "John the Revelator" – 3:42
3. "Suffer Well" – 3:49 (David Gahan, Christian Eigner, Andrew Phillpott)
4. "The Sinner in Me" – 4:56
5. "Precious" – 4:10
6. "Macro" – 4:03
7. "I Want It All" – 6:09 (David Gahan, Christian Eigner, Andrew Phillpott)
8. "Nothing's Impossible" – 4:21 (David Gahan, Christian Eigner, Andrew Phillpott)
9. "Introspectre" – 1:42
10. "Damaged People" – 3:29
11. "Lilian" – 4:49
12. "The Darkest Star" – 6:55

DVD: 	 
1. "A Pain That I'm Used To" – 4:11
2. "John the Revelator" – 3:42
3. "Suffer Well" – 3:49 (David Gahan, Christian Eigner, Andrew Phillpott)
4. "The Sinner in Me" – 4:56
5. "Precious" – 4:10
6. "Macro" – 4:03
7. "I Want It All" – 6:09 (David Gahan, Christian Eigner, Andrew Phillpott)
8. "Nothing's Impossible" – 4:21 (David Gahan, Christian Eigner, Andrew Phillpott)
9. "Introspectre" – 1:42
10. "Damaged People" – 3:29
11. "Lilian" – 4:49
12. "The Darkest Star" – 6:55
13. "Making the angel" (Documentary) - 8:07
14. "Precious" (video)– 4:00
15. "Clean" (video - bare version) - 3:42
16. Photo gallery

- Toate piesele au fost compuse de Martin L. Gore, cu excepția celor în care au fost menționați alți autori.

### Ediția pe dublu UMD (2xUMD)
În Marea Britanie, albumul a fost lansat în format UMD (Universal Media Disc). Primul disc conține albumul în formula originală. Al doilea disc conține doar părțile suplimentare de pe DVD-ul bonus din ediția limitată.
Ediție comercială în Marea Britanie
- UMD STUMM 260 (album pe dublu UMD, lansat de Mute) - lansat la 5 decembrie 2005

disc 1: 	 
1. "A Pain That I'm Used To" – 4:11
2. "John the Revelator" – 3:42
3. "Suffer Well" – 3:49 (David Gahan, Christian Eigner, Andrew Phillpott)
4. "The Sinner in Me" – 4:56
5. "Precious" – 4:10
6. "Macro" – 4:03
7. "I Want It All" – 6:09 (David Gahan, Christian Eigner, Andrew Phillpott)
8. "Nothing's Impossible" – 4:21 (David Gahan, Christian Eigner, Andrew Phillpott)
9. "Introspectre" – 1:42
10. "Damaged People" – 3:29
11. "Lilian" – 4:49
12. "The Darkest Star" – 6:55

disc 2: 	 
1. "Making the angel" (Documentary) - 8:07
2. "Precious" (video)– 4:00
3. "Clean" (video - bare version) - 3:42
4. Photo gallery

## Single-uri

### În Marea Britanie
1. "Precious" (3 octombrie 2005)
2. "A Pain That I'm Used To" (9 decembrie 2005)
3. "Suffer Well" (20 Marie 2006)
4. "John the Revelator / Lilian" (4 iunie 2006)

### În SUA
1. "Precious" (11 octombrie 2005)